# 英国运动医学杂志
英国运动医学杂志（British Journal of Sports Medicine，BJSM）是一份每月出版两次的同行評審医学杂志，内容涉及運動科學和運動醫學。該雜誌由BMJ集团出版。該雜誌創刊于1964年。根据期刊引证报告，该期刊2020年的影响因子为12.68。